# Tuela
Der Tuela (portugiesisch Rio Tuela, spanisch Río Tuela) ist der linke (östliche) Quellfluss des Tua im Norden Portugals. Er entspringt in der spanischen Provinz Zamora und fließt nach Überqueren der Grenze ausschließlich durch den Distrikt Bragança in Portugal. Er vereinigt sich ungefähr drei Kilometer oberhalb der Kleinstadt Mirandela mit dem Rabaçal zum Tua.
Etwa drei Kilometer westlich von Torre de Dona Chama überquert eine Römerbrücke den Fluss.